# Diocesi di Ifakara
La diocesi di Ifakara (in latino Dioecesis Ifakarensis) è una sede della Chiesa cattolica in Tanzania suffraganea dell'arcidiocesi di Dar-es-Salaam. Nel 2023 contava 373.890 battezzati su 483.000 abitanti. È retta dal vescovo Salutaris Melchior Libena.

## Territorio
La diocesi comprende il distretto di Kilombero nella regione di Morogoro in Tanzania.
Sede vescovile è la città di Ifakara, dove si trova la cattedrale di San Patrizio.
Il territorio è suddiviso in 29 parrocchie.

## Storia
La diocesi è stata eretta il 14 gennaio 2012 con la bolla Nuper est petitum di papa Benedetto XVI, ricavandone il territorio dalla diocesi di Mahenge.

## Cronotassi dei vescovi
Si omettono i periodi di sede vacante non superiori ai 2 anni o non storicamente accertati.
- Salutaris Melchior Libena, dal 14 gennaio 2012

## Statistiche
La diocesi nel 2023 su una popolazione di 483.000 persone contava 373.890 battezzati, corrispondenti al 77,4% del totale.
| anno | popolazione | popolazione | popolazione | presbiteri | presbiteri | presbiteri | presbiteri                | diaconi | religiosi | religiosi | parrocchie |
| anno | battezzati  | totale      | %           | numero     | secolari   | regolari   | battezzati per presbitero | diaconi | uomini    | donne     | parrocchie |
| ---- | ----------- | ----------- | ----------- | ---------- | ---------- | ---------- | ------------------------- | ------- | --------- | --------- | ---------- |
| 2012 | 287.800     | 322.779     | 88,9        | 62         | 42         | 20         | 4.629                     |         | 3         | 198       | 18         |
| 2013 | 305.740     | 436.772     | 70,0        | 46         | 24         | 22         | 6.646                     |         | 35        | 146       | 19         |
| 2016 | 326.304     | 407.880     | 80,0        | 50         | 22         | 28         | 6.526                     |         | 32        | 138       | 21         |
| 2019 | 331.315     | 428.085     | 77,4        | 49         | 25         | 24         | 6.761                     |         | 53        | 145       | 23         |
| 2021 | 352.175     | 455.000     | 77,4        | 56         | 32         | 24         | 6.288                     |         | 49        | 265       | 23         |
| 2023 | 373.890     | 483.000     | 77,4        | 61         | 39         | 22         | 6.129                     |         | 47        | 265       | 29         |